# Jo Bench

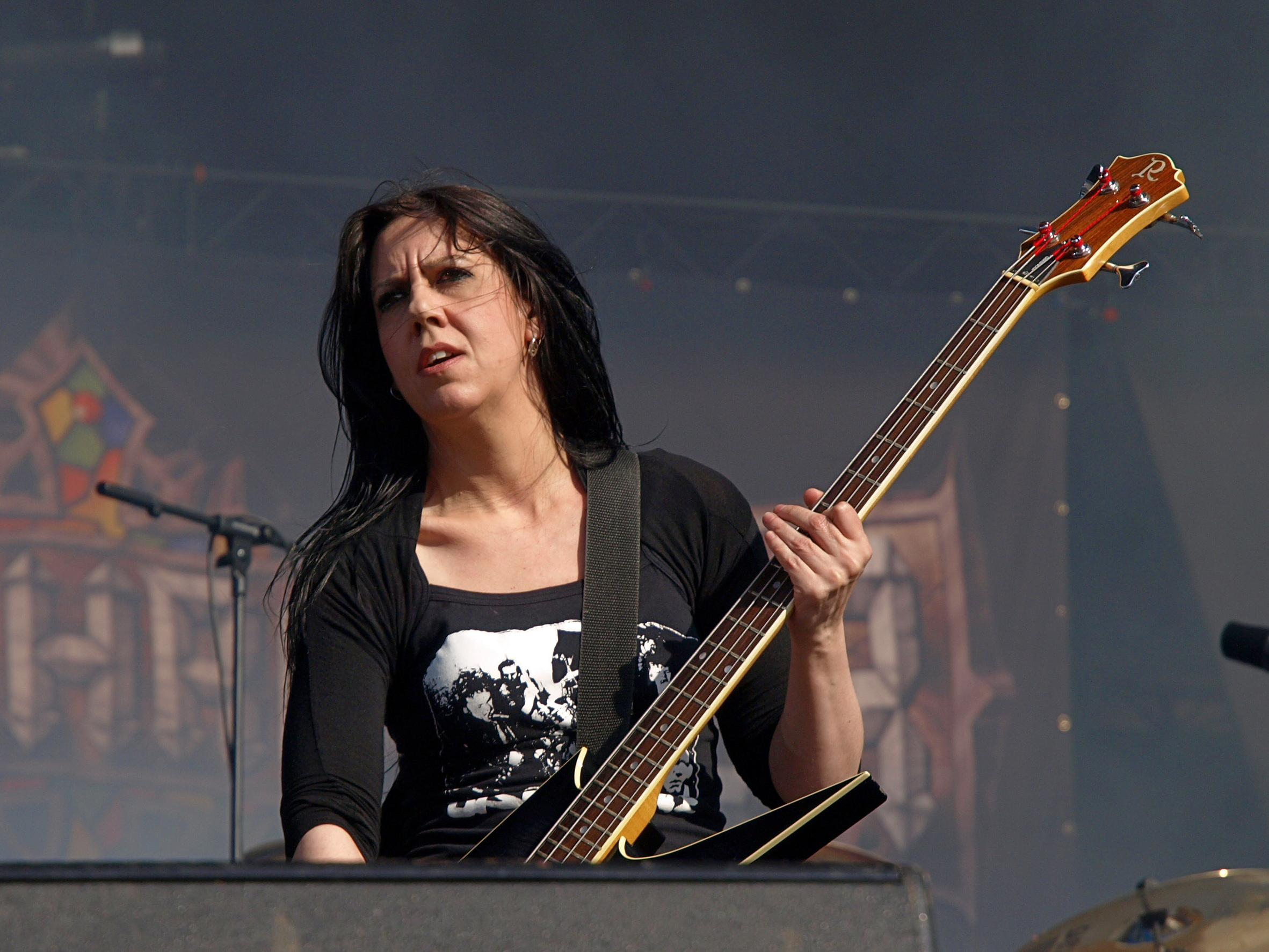
Jo Bench in 2013

Jo-Anne Bench is een deathmetalbassiste uit Birmingham, Verenigd Koninkrijk. Ze speelt basgitaar in Bolt Thrower op alle albums, maar niet op de demo's. 
Bench kwam bij de band in 1987 nadat Gavin Ward van basgitaar naar gitaar wisselde. Op dat moment was ze al een tijd de vriendin van Ward.
Indertijd was Bench een van de weinige vrouwen in een deathmetalband.

## Equipment
- BC Rich Ironbird
- Peavey T-Max
- Ibanez Tube Screamer
- 2 x Laney 2x15